# Eberhard Grießbach
Eberhard Grießbach (* 3. Oktober 1935 in Chemnitz) ist ein ehemaliger deutscher Konteradmiral der Volksmarine. 

## Militärische Laufbahn
Als Sohn eines Schneiders trat Grießbach nach seinem Abitur am 11. August 1954 als Offiziersschüler in die Volkspolizei See, die Vorläuferorganisation der Volksmarine der DDR, ein. 1956 wurde er Mitglied der SED. Bis 1958 besuchte er die Offiziershochschule in Stralsund. Nach seiner Offiziersausbildung wurde Grießbach von 1958 bis 1959 für die Produktion freigestellt und arbeitete als Elektroschweißer bei der Peene-Werft in Wolgast. Nach seiner Rückkehr in die Marine wurde Grießbach 1960 Kommandant eines Torpedoschnellboots, später eines Raketenschnellboots (RS-Boot). 1963 wechselte er als Stabschef und Navigationsoffizier zur 1. Schnellboot-Abteilung der 6. Flottille. 1965 bis 1966 war er Chef der 1. Raketen-Schnellboot-Abteilung selbiger Flottille, danach besuchte er bis 1969 die Militärakademie der NVA in Dresden.
Anschließend war er bis 1970 Chef der 3. Raketen-Schnellboot-Abteilung, bis 1971 Chef der Torpedo-Schnellboot-Brigade und schließlich Chef der 3. Raketen-Schnellboot-Brigade. 1974 stieg Grießbach zum Stellvertretenden Chef und Stabschef der 6. Flottille auf. Am 1. Mai 1983 löst er als Kapitän zur See deren Chef Hans-Joachim Dönitz ab, am 1. März 1986 wurde er zum Konteradmiral ernannt. Diese Stelle hielt er bis 1987 inne. Im Anschluss hieran übernahm er bis 1988 die Funktion als Stellvertretender Chef der Ausbildung und Gefechtsausbildung im Kommando der Volksmarine. 1988 wurde er dort Stellvertretender Chef der Volksmarine und Chef der Ausbildung. Diese Position hielt Grießbach bis zu seiner Entlassung am 30. September 1990 inne.

## Auszeichnungen
- Vaterländischer Verdienstorden in Bronze
- Kampforden „Für Verdienste um Volk und Vaterland“ in Silber
- 1977 Friedrich-Engels-Preis